# Casal Font d'en Fargues
L'edifici del Casal de la Font d'en Fargues (Pedrell, 69), situat al barri de la Font d'en Fargues, al Districte d'Horta-Guinardó, actualment restaurat en la seva totalitat, és una construcció de l'arquitecte noucentista Adolf Florensa que es va construir el 1928 com a seu (Casino) de l'Asociación de Propietarios e Industriales de Fargas, Mulassa y sus contornos, amb l'aportació dels seus socis.
Acabada la guerra el 1939 i després d'un intent de tirar endavant el Casino, el 1952 el va comprar la parròquia de Sant Antoni de Pàdua amb les donacions de fidels i veïns com a Casal Familiar Parroquial. Després d'uns anys de decadència a partir dels anys noranta, el 2007 l'Ajuntament de Barcelona arriba a un acord de compra amb el Bisbat. I després de les obres de rehabilitació el setembre de 2011 s'inaugura el nou equipament.
El centre és gestionat per l'Associació Casal Font d'en Fargues, en la modalitat de gestió ciutadana, creada expressament per mantenir les activitats de formació, lúdiques i artístiques i tota l'organització tècnica i econòmica.

## Història

### Inicis (anys vint)
Els propietaris del terreny, Mateu Rovira i Concepció Ribó, van renunciar a construir la seva casa en aquest solar, que van cedir en contracte d'establiment a l'associació veïnal d'aquell moment, l'Asociación de Propietarios e Industriales de Fargas, Mulassa y sus contornos, amb la clara intenció que s'hi construís un edifici de serveis per als socis i obert al barri.
"El 15 de març de 1928 es van segregar 666,05 m2 de terreny de la finca (més del doble del total) a favor de l'Asociación de Propietarios e Industriales de la Barriadas Fargas, Mulassa y sus contornos, en una Escritura de Establecimiento, davant del notari Luis Rufasta y Banús, inscrita al Registre de la Propietat. No se sap el contingut d'aquesta escriptura, ja que no se'n conserva còpia."
Aquest edifici havia de tenir un caràcter recreatiu i cultural (el van anomenar Casino), amb una cooperativa de consum per tenir una mica de proveïment de queviures, tan mancat de botigues com estava el barri, amb només quatre torres escampades. Aquesta cooperativa o economat va seguir els anys cinquanta i se l'anomenava "la cooperativa", tot i que la regentava un arrendatari. Cap als anys setanta la botiga es va convertir en un celler de vins i de queviures, anomenada El Rebost del Casal, i ocupava només una petita part de l'antiga cooperativa. Fins al 2010 va fer molt de servei al barri.
"Les obres del Casino no van ser fàcils. Cal tenir present que es va sufragar gràcies a una fórmula de propietat reivindicable a través d'uns bons de 25, 50 o 100 pessetes que van pagar els socis, ja que calia dotar el centre no tan sols de parets, sinó també de mobiliari i elements decoratius per fer-ne un lloc acollidor. Així es comprèn que la campanya d'invitació a participar-hi durés força."
"Una de les primeres funcions que va tenir va ser la de local social de l'Associació. La primera reunió s'hi va celebrar el 29 de setembre de 1928, quan l'edifici no era acabat del tot. L'edifici constava d'una sala-cafè i una sala d'espectacles amb escenari per a representacions teatrals. Molt aviat es va veure la necessitat de dotar-lo de llotges. Tot al voltant hi havia un altell en forma de ferradura amb més llotges on es feien exposicions d'art. El veïnat va haver de contribuir a la dotació d'elements indispensables i a la decoració de la sala. De butaques pròpies no se'n van tenir fins al 8 de desembre de 1929 i no passaven de 13. Abans d'acabar l'any es va poder disposar de 360 butaques per a la sala d'actes. Al cafè es van posar les 23 taules que hi havia a la Font Hortina (antic lloc de reunió de l'Associació) i amb un gran esforç es va poder arribar a les 43 taules."
Aviat es va veure la necessitat de dotar l'Associació d'una estructura operativa que diversifiqués les càrregues. Amb aquesta finalitat es va crear una secció anomenada Comissió de Comptes, una altra secció va ser la Comissió de Millores Urbanes, destinada a promoure una autèntica urbanització del barri (clavegueres, voreres, enllumenat públic, etc.). I una tercera secció va ser la del Cafè, la qual es va revelar com l'ànima del barri, la que ho dinamitzava tot, i va trobar la màxima acollida per part dels veïns a causa de la seva activitat tant social com cultural.
"El mateix 1928 l'Associació acorda publicar un butlletí per tal de mantenir cohesió entre els veïns i crear un sentiment comunitari, a part d'aconseguir la col·laboració de tots en una tasca comuna : el progrés social i urbanístic del barri. Es va publicar amb caràcter mensual fins al juliol de 1939."
A la primeria de 1929, es va crear la secció de Cultura que, entre les seves intencions es proposava formar un cor o un orfeó i una biblioteca, per a la qual es demanaven els donatius dels veïns en llibres.
"La secció Recreativa va desenvolupar una gran tasca i va ser, de fet, l'instrument cohesiu més eficaç: els balls, els concerts, les representacions teatrals, les sessions de titelles per a la quitxalla, etc. van fer molt per a la creació d'una gran família."

### Creixement (anys trenta)
"Les activitats culturals eren una de les preocupacions de l'Associació, que a mesura que s'anava afermant, plantejava objectius cada vegada més importants. Així es va emprendre la formació d'un elenc teatral, d'aficionats que sovintejava la representació de comèdies o drames en català i en castellà, i que fins i tot s'atrevia amb sarsueles que divertien molt el veïnat, que hi acudia en bon nombre. No hi faltaven tampoc els recitals poètics o musicals on es lluïen alguns veïns i veïnes."
L'any 1932 l'Associació va iniciar la celebració dels Jocs Florals, que van continuar fins al 1936. Anteriorment, el març de 1929 es formava el Cor de l'Associació, sota la direcció del professor Amadeu Lasheras, amb homes sols.
"Una de les activitats recreatives que va destacar de seguida va ser el futbol, que es practicava en un ermot al costat de la bassa de can Fargues. El 1929 l'Agrupación Deportiva Fargas era admesa a la Federación de Clubs de Foot-ball".
El mes de juny de 1936 el programa de la Festa Major de la barriada de Can Fargues estava farcida d'esdeveniments, un mes després tot se n'anava en orris. El país sencer s'embrancava en l'anomenada Guerra Civil. El casino va ser confiscat per un comitè revolucionari, que va destruir la majoria dels arxius de l'Associació. Sembla que van continuar per un temps les representacions teatrals amb el nom de Casal Hans Beimler. Aquest però és el període més poc conegut del casal.
Posteriorment va ser venut a particulars i en aquells anys es va fer servir com a botiga, magatzem de mobles i cinema.

### Postguerra (anys quaranta)
"Acabada la guerra el 14 de maig de 1939 (segons un fullet de propaganda), es fa una festa de recuperació del local pels seus propietaris legítims. Aquest fullet titlla l'acte de Jornada Patriótica en la Barriada de Fargues. Van hissar la bandera espanyola en la façana principal de l'edifici.
No es coneix gaire l'activitat del casino entre l'espai de temps de després de la guerra i el començament dels anys cinquanta Hi havia una certa decadència de l'entitat a causa principalment del moment precari de la postguerra. Continuaren organitzant balls, que l'església els prohibia; molt probablement l'afany principal era fugir de l'horror pel que havien passat els ciutadans d'aquest país. Com que estaven actuant fora de la llei, segons el rector, se'ls va clausurar el local. Endeutats fins al capdamunt, els van embargar tot el que hi havia al cafè i els van amenaçar de quedar-se amb les quatre parets. Van tancar.
Segons el registre de la propietat, el juliol de 1944 l'Asociación de Propietarios e Industriales de Fargas, Mulassa y sus contornos es dissol. L'import de la venda va ser repartit a prorrata entre els posseïdors de títols o crèdits sobre l'edifici després de pagar a l'erari públic les contribucions pendents.
"El maig de 1945, la comissió liquidadora de l'Asociación de Propietarios e Industriales de Fargas, Mulassa y sus contornos ven el casino a José Domingo Noguera per 90.000 ptes. Les dificultats econòmiques per tirar endavant són importants i s'explota el casino com a Cine Casino."
"En aquells moment la parròquia duu a terme les seves activitats catequístiques i d'esbarjo al local de les Escoles parroquials, que és llogat. Les diferents activitats religioses que anaven creixent, no cabien en l'espai en què es trobaven; per tant, es van plantejar diferents solucions: o bé s'ampliava la sala d'actes de les Escoles parroquials, o bé s'edificava un local en el terreny al costat de la parròquia, que ja era propietat de l'església."

### Casal Familiar Parroquial de Sant Antoni de Pàdua (a partir de 1952)
Mossèn Bundó, en conèixer les dificultats econòmiques del propietari del Casino i les activitats que semblava que hi volia dur a terme (cabaret, espectacles musicals o ball públic, no se sap exactament), va posar en marxa la gestió per aconseguir els diners per comprar-lo. Els motius per decidir-se a emprendre l'àrdua tasca de comprar l'edifici del casino van ser, a part de disposar d'un local per efectuar les activitats religioses i catequístiques, el temor que davant de l'església es posés un centre "foco de la inmoralidad y la perdición", segons paraules del mateix mossèn Josep Bundó.
El setembre de 1951 s'arriba a un acord amb el preu i les condicions de compra del casino. El desembre de 1951 es crea una fundació amb personalitat jurídica a part de la parròquia que s'anomena Casal Familiar de San Antonio de Padua. La compra es realitzà per un acord entre la Caixa i els mateixos feligresos de la parròquia. El gener de 1952 es formalitza la compra per 350.000 pessetes, segons consta a l'escriptura.
Les activitats culturals seguien. El 1951 s'havia presentat al públic l'Orfeó, i el 1953 va néixer el primer número de la revista Forja, que substituïa el butlletí de l'Associació de Propietaris. També es va posar en funcionament la secció de Teatre. Però per tirar endavant, els socis del Casal Familiar Parroquial de Sant Antoni de Pàdua i les juntes successives que organitzaven la gestió econòmica i cultural van haver de fer esforços personals i econòmics importants.
El mateix any 1952 s'aprova el reglament de funcionament del Casal i s'obren les seccions següents : Religión y Piedad, Catequística, Juventud, Instructiva (fomento de las letras, canto y declamación, amb "diversiones honestas, deportivas, juegos honestos"...). L'activitat del teatre, com en tota la història del Casal, hi tenia un lloc important. També es jugava a escacs, a ping-pong, al billar- llavors n'hi havia dos, a bàsquet i a futbol. També hi havia l'Esbart dansaire de Sant Jordi.
Fins a l'any 1962, aproximadament, hi va haver força activitats parroquials, ja que pujaven feligresos de la plaça Bacardí, del carrer Cartellà, del carrer Santa Amàlia i del carrer Sant Alexandre, que llavors pertanyien a la demarcació parroquial de Sant Antoni de Pàdua.
A mitjan de la dècada de 1960, l'activitat infantil i juvenil va començar a adquirir molta força, a més de fer-s'hi altres activitats. Paral·lelament, les activitats religioses de la parròquia van perdre acostament. Alguns rectors que van venir després que mossèn Josep Bundó morís ho van admetre d'una manera més o menys tolerant. Els estatuts del Casal, encara vigents en aquells anys, eren de 1952, en què van ser aprovats pel bisbat. No es va creure mai convenient actualitzar allò que quedava del tot desfasat. Ja als anys setanta del segle xx, realment estava fora de lloc que, per ser soci del Casal, s'hagués de tenir l'aval de dues o tres persones i s'hagués d'acreditar que s'era d'Acció Catòlica i s'anava cada diumenge a missa.
En aquesta època va sorgir el Grup de teatre del Casinet. El Casinet té els orígens a la dècada dels seixanta, al petit teatre de l'escola Centre Montserrat Xavier, al barri d'Hostafrancs. Després de passar un temps al barri de Sants, el grup va restar inactiu i no va ser fins al final de la dècada dels vuitanta que van reprendre els assaigs i les representacions. Actualment l'entitat resideix al Casal Font d'en Fargues, al districte d'Horta-Guinardó, on comparteix l'equipament públic amb més grups del barri que actuen en àmbits de la cultura, l'esport, la joventut i el lleure, la participació ciutadana, la religió, l'ensenyament i la gent gran. El 2011, el grup de teatre el Casinet va recuperar la representació per Nadal de Els Pastorets del Casal, seguint l'obra de Josep M. Folch i Torres. Actua acompanyat de la Coral Font d'en Fargues. Tant el grup de teatre com la coral formen part del Casal Font d'en Fargues, que disposa d'unes instal·lacions on es fan les representacions dels Pastorets.

### Etapa de reivindicació per a un nou Casal (2001-2008)
Al començament de la dècada de 1990, el rector (que va estar a la parròquia fins al 2005) no va assimilar en absolut que no se seguissin les directrius religioses dins de les activitats del Casal. Per aquest mateix motiu, tot i que sempre s'havia considerat que el Casal era responsabilitat de la parròquia, feia anys que no es feia càrrec de cap despesa, amb un edifici amb greus deficiències malgrat que es duien a terme moltes activitats per al barri. A partir de 2001 es va iniciar un moviment renovador per al funcionament del Casal impulsat pels mateixos socis del Casal i veïns del barri, amb el lema El Casal és barri!. Socis del Casal i de l'Associació de veïns principalment van iniciar el 2005 un periple d'accions reivindicatives per negociar amb el bisbat i després amb l'ajuntament de Barcelona perquè es posessin d'acord per aconseguir un Casal públic per al barri. Gràcies a les accions perseverants i persistents del grup reivindicatiu del Casal, va passar a mans municipals el 2008.

### Rehabilitació i inauguració del nou Casal Font d'en Fargues (2008-2011)
Les obres es van dur a terme amb el seguiment d'una comissió formada per tècnics i membres del Casal i es va treballar en un projecte de gestió per aconseguir un conveni amb l'Ajuntament per gestionar el nou Casal. Després de tres anys intensos d'obres i les entitats repartides en diferents espais externs per poder seguir mínimament la seva tasca, el procés va culminar el 2011 quan es va inaugurar el nou Casal. Moltes entitats havien format part del Casal antic, que va aixoplugar la inquietud social i les necessitats del barri durant gairebé 60 anys: multitud de grups de teatre, esbarts dansaires, Agrupament Escolta Prat de la Riba, Esplai Picabufa, Coral Font d'en Fargues, Associacio de Veïns i Veïnes Font d'en Fargues, etc. Amb el nou Casal van tornar: el Grup de teatre el Casinet, la Coral Font d'en Fargues, l'Esplai Xangó (sorgit de la fusió de l'Agrupament i l'Esplai Picabufa) i l'Associació de Veïns i Veïnes Font d'en Fargues.
A partir d'aleshores ha augmentat el nombre de noves entitats musicals, teatrals, esportives, religioses, de joventut, lleure i de gent gran que tenen la seu i desenvolupen les seves activitats en el Casal.